# Albino Jara
Albino Jara Benegas (Luque, 28 febbraio 1877 – Paraguarí, 15 maggio 1912) è stato un militare paraguaiano; fu brevemente presidente del Paraguay dal 17 gennaio al 5 luglio 1911.

## Biografia
Interrotti gli studi di giurisprudenza, Jara studiò nelle Forze Armate cilene, raggiungendo il grado di colonnello.
Rientrato in Paraguay, il 4 luglio 1908 Jara guidò il golpe che rovesciò il presidente Benigno Ferreira, poi ricoprì le cariche di ministro della Guerra e Marina sotto il presidente Manuel Gondra (1908-1910).
Il 17 gennaio 1911 Jara rovesciò anche il presidente Gondra e si autoproclamò presidente provvisorio, ma una nuova rivolta militare (5 luglio 1911) lo costrinse a rifugiarsi a Buenos Aires. Tornato in patria nello stesso anno con l'intenzione di rovesciare il governo del nuovo presidente Liberato Marcial Rojas, rimase ucciso in uno scontro.